# Стрічка часу
«Стрічка часу» — український документальний фільм 2025 року, зрежисований Катериною Горностай. Перший український фільм з 1997 року, що ввійшов до основної конкурсної програми Берлінського міжнародного кінофестивалю, де його показали 20 лютого 2025 року.

## Сюжет
Фільм фіксує вимушені життєві реалії шкільних вчителів та їхніх учнів під час повномасштабного вторгнення Росії в Україну, зокрема й на деокупованих і прифронтових територіях.

## Створення
2023 року громадська спілка «Освіторія» на чолі з Зоєю Литвин запропонувала створити документальний фільм, що відобразив би дійсність освітнього процесу в Україні під час повномасштабної війни. Виробництвом «Стрічки часу» займалась кінокомпанія 2Brave Productions, її режисеркою стала Катерина Горностай.
Фільм створювався на приватні кошти, без залучення державної підтримки. Частину фінансування надало «Суспільне мовлення», на телеканалах якого відбудеться телевізійна прем'єра після завершення фестивального та кінотеатрального прокатів.
На підготовчому етапі Катерина Горностай провела велику кількість інтерв'ю з учителями з різних точок України для розуміння освітніх реалій. Співзасновниці 2Brave Productions Ольга Брегман і Наталія Лібет зазначали:
|  | Створюючи цей фільм, ми розуміли, що апелюємо до універсальних загальнозрозумілих цінностей. Школа та освіта — це те, що важливо для кожної людини в світі. А Катерина вміє знайти унікальний підхід — як відобразити це глибоко й тонко на великому екрані. Війна змінила життя українських освітян. Здається, ми змогли вловити цей маркер часу, цю стрічку. |

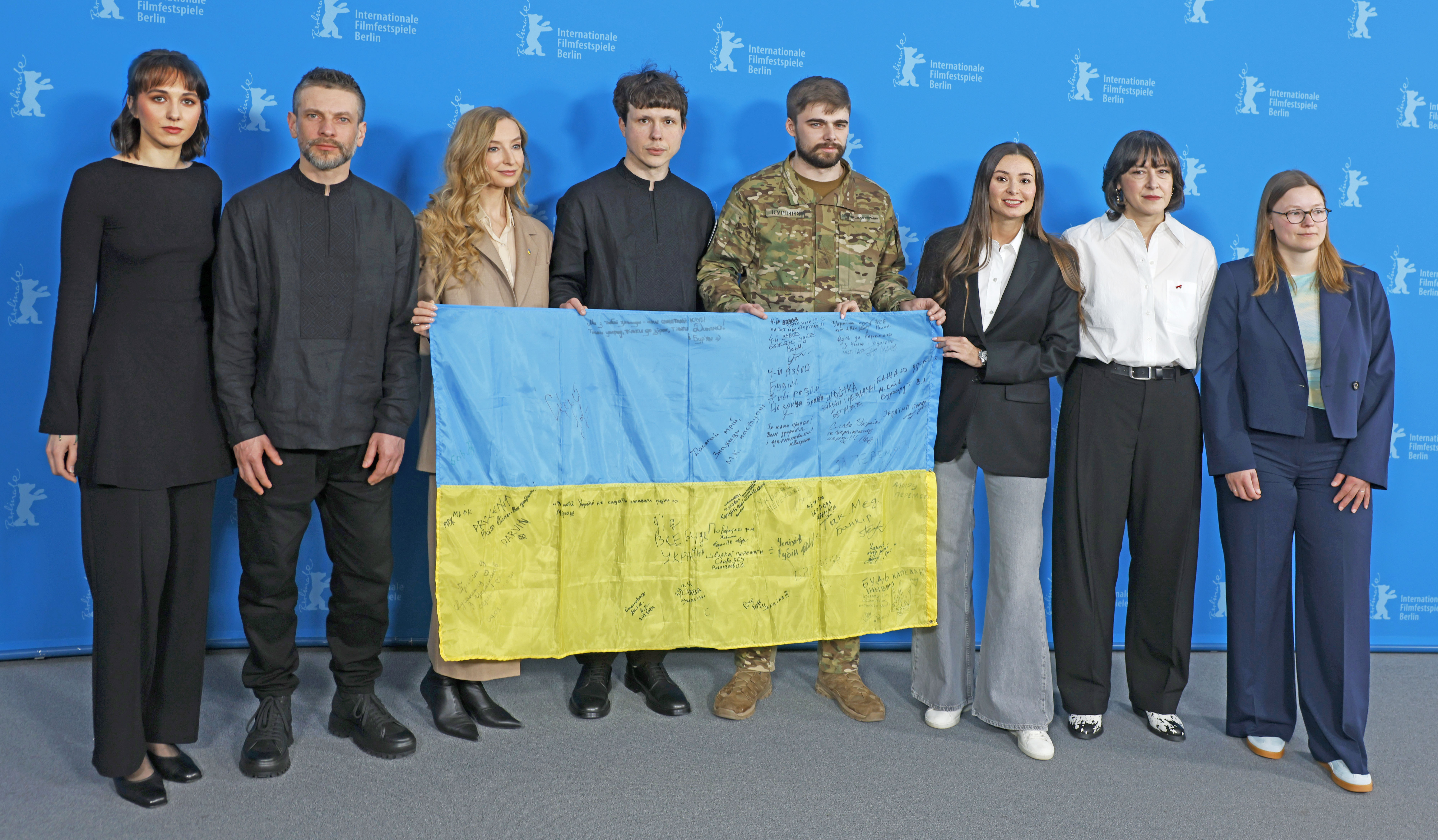
Команда фільму на Берлінському кінофестивалі, лютий 2025 року

 Фільмування відбулося з квітня 2023 року по червень 2024 року. Географія фільму охопила північну, південну та східну частини України. Творці відмовились від ідеї брати інтерв'ю у героїв, «Стрічка часу» також не містить закадрового голосу та реконструкцій. Авангардну музику для фільму, а також хорову партитуру, написав композитор Олексій Шмурак.

## Сприйняття
По завершенні показу на Берлінале глядачі зустріли творців фільму 10-хвилинною овацією стоячи. Світові кінокритики сприйняли його вкрай високо: «Потужний документальний фільм, що відображає біль і стійкість дітей під час війни» — писав Джордан Мінцер (The Hollywood Reporter). Деймон Вайз із видання Deadline назвав «Стрічку часу» «найактуальнішим фільмом у берлінському конкурсі цього року».
Також відбувся показ фільму в рамках Карловарського Кінофестивалю в  Чехії.